# مک‌کلور (دهانه)
مک‌کلور یک دهانه برخوردی در ماه‌ است.

## دهانه‌های اقماری
این دهانه ۸ دهانه اقماری دارد.
| McClure | عرض جغرافیایی | طول جغرافیایی | قطر          |
| ------- | ------------- | ------------- | ------------ |
| A       | ۱۵.۷° S       | ۴۹.۱° E       | ۶.۰ کیلومتر  |
| C       | ۱۴.۷° S       | ۴۹.۸° E       | ۲۷.۰ کیلومتر |
| B       | ۱۵.۴° S       | ۴۹.۳° E       | ۹.۰ کیلومتر  |
| D       | ۱۴.۸° S       | ۵۱.۸° E       | ۲۲.۰ کیلومتر |
| M       | ۱۴.۲° S       | ۵۱.۳° E       | ۲۱.۰ کیلومتر |
| N       | ۱۴.۲° S       | ۵۲.۷° E       | ۹.۰ کیلومتر  |
| P       | ۱۴.۸° S       | ۵۳.۵° E       | ۱۶.۰ کیلومتر |
| S       | ۱۳.۸° S       | ۵۳.۴° E       | ۴.۰ کیلومتر  |